# San José (Colombia)
San José è un comune della Colombia facente parte del dipartimento di Caldas.
Il centro abitato venne fondato da Jorge e Pedro Orozco, Rudecindo Ospina, Aldemar e Cecilio Quintero nel 1902, mentre l'istituzione del comune è del 17 dicembre 1997.